# Kali Rocha
Pour les articles homonymes, voir Rocha.
 (octobre 2018).
Kali Rocha est une actrice américaine née le 5 décembre 1971 à Memphis, Tennessee, États-Unis.
Elle se fait remarquée à la télévision dans les années 2000 : d'abord par la série fantastique Buffy contre les vampires (2000-2002), et ensuite dans la série médicale Grey's Anatomy (2006-2007); deux programmes à succès public.
La décennie suivante, elle se confirme comme une actrice comique en interprètant le rôle de la mère de famille, Karen Rooney, dans la sitcom Liv et Maddie (2013-2017) ainsi que celui de Macy Burns dans la série Papa a un plan (2016-2020).

## Biographie

### Formation
Kali Rocha naît à Memphis mais grandit à Providence. Elle a un frère Sean Rocha et est la cousine de second degré de Rayan Russom. Elle étudiait à l'université Carnegie-Mellon et y sort diplômée en 1993.
Depuis, elle commence une carrière au théâtre, en commence avec la production théâtrale de Jane Boutes, In The Summer House, pour un spectacle à Pennsylvanie. Elle varie ensuite des rôles à Broadway et Off-Broadway comme The Altruist, Noises Off.

### Carrière

#### Débuts et second rôles (1996-2003)
Son premier rôle au cinéma est dans le film dramatique, La Chasse aux sorcières, sorti en 1996 et basé sur la pièce Les Sorcières de Salem. Il s'ensuit à la télévision, en 1997, dans la mini-série documentaire Liberty! The America Revolution et, en 1998, dans le téléfilm réalisé par Dan Curtis, Par-delà l'éternité.
Au cinéma, elle tient un rôle important aux côtés de Jennifer Anniston et Paul Rudd dans la comédie romantique L'Objet de mon affection et en 2000 elle tient des seconds rôles d'abord dans le film Un automne à New York, aux côtés de Winona Ryder et Richard Gere puis en donnant la réplique à Ben Stiller et Robert DeNiro dans la comédie à succès Mon beau-père et moi, qui lui permet de reprendre son rôle dans sa suite sorti en 2004.
Elle rencontre ensuite un large succès à la télévision en intégrant la distribution récurrente de la série populaire et multirécompensée Buffy contre vampire. Son personnage, Halfrek, est introduite en tant qu'invité dans la cinquième saison avant d'être récurrente lors de la saison suivante. Parallèlement, elle joue dans divers long-métrage comme le téléfilm diffusé sur ABC When Billie Meets Bobby et le film sorti en 2002, Laurier blanc, adapté du roman de Jane Fitch.
En 2003, le pilote de la série Platonicallly Incorrect, dans laquelle elle tenait un rôle régulier, n'est pas retenu par ABC, lui poussant à poursuivre sa carrière au cinéma. Elle est ainsi à l'affiche du film Gods and General, basé sur la guerre de Session, en interprétant la femme de Stonewall Jackson (interprété par Stephen Lang).

#### Alternance entre cinéma et télévision (2004-2009)
Après quelques apparitions télévisuelle et un rôle dans le téléfilm comic Family Plan, elle continue au cinéma d'abord dans la comédie documentaire Confession of an Action Stars, aux côtés de David Leitch et Angelina Jolie, représenté au Festival du film de Sudance en 2005. Elle tient ensuite des rôles dans divers films indépendants comme la comédie Bam Bam and Cecleste et le drame Seagull.
En 2006, elle revient à la télévision pour un rôle principal dans le sitcom de la chaîne NBC Teachers mais à la suite d'une faible audience et surtout des mauvais critiques, la chaîne annule la série prématurément après six épisodes. Elle accepte alors le rôle récurrent du Dr Sudney Heron lors de la seconde saison de la série médicale de ABC Grey's Anatomy, qui est un fort succès public et critique. Son contrat s'arrête à sa quatrième saison en 2007, pour un total de huit épisodes.
Parallèlement à la série, elle obtient des rôles au cinéma en commençant dans les comédies romantiques Falling for Grace, lancé au festival du film de Tribeca, et Ira&Abby, lancé au festival du film de Los Angeles, puis en 2007, elle apparait dans le thriller Dead Write et le drame Ripple Effect.
En 2008, elle retrouve Paul Rudd pour la comédie Le fantôme de mon ex-fiancée et joue aux côtés de Micheal Emerson dans la comédie Ready?OK! puis en 2009, elle participe au film de science fiction TiMER, ainsi que dans le mystère dramatique Stolen. Cette même année à la télévision, elle est membre de la distribution de la série Sherri, basé sur la vie de Sherri Shepherd, qui ne dure qu'une saison.

#### Confirmation télévisuelle (depuis 2010)
Débuts de la décennie 2010, Kali Rocha obtient les rôles vocales pour deux films de même thème narratif : en 2010, Buried qui ne met en scène que l'acteur Ryan Reynolds à l'écran et en 2012, Kiddnaping avec Stephen Dorff, Chyler Leigh et JR Bourne. Si le premier à petit bugdet est un succès commercial et critique, le second est un flop. Toujours en 2012, elle joue dans le téléfilm Un amour de chien aux côtés Candace Cameron et Victor Webster.
Elle rejoint ensuite la distribution principale dans le rôle de la mère de famille du pilote de la série Bits and Pieces. Alors que le pilote n'est pas retenu, la chaîne décide de garder la majeure partie de la distribution pour un nouveau programme, Liv et Maddie et confirme en même temps la participation de l'actrice dans le rôle de Karen Rooney, la mère des sœurs jumelles au centre de l'histoire qui seront incarnées par Dove Cameron. Depuis son lancement en septembre 2013, qui a réalisé une belle performance, la série reste un succès pour le jeune public.
En 2014, elle joue dans deux productions cinématographiques. Elle tient l'un des rôles principaux du film de science-fiction qu'elle co-écrit Space Station 76 et présenté lors du South by Southwest puis elle est dirigée par Erik Van Looy dans le thriller Vertiges, qui est un remake de Lost du même réalisateur.
Après l'annonce de la fin de la série Liv et Maddie à l'issue de sa quatrième saison, elle rejoint la distribution récurrente de la sitcom installé de la chaîne CBS Papa a un plan. Avec Matt LeBlanc dans le rôle vedette, la série est lancée depuis l'automne 2016 et rencontre son public. Après être récurrente, Kali Rocha est promu dans la distribution principale à partir de la troisième saison.

## Filmographie

### Cinéma

#### Court-métrage
- 2004 : Stuck de Clark Harris : Sacha
- 2011 : Mr Stache de Jac Schaeffer : narratrice
- 2016 : Lend a Hand for Love de John Alan Thompson : Ernestine
- 2020 : Garry Got Involved de Lonny Ross : une voisine

#### Long-métrage
- 1996 : La Chasse aux sorcières de Nicholas Hytner : Mercy Lewis
- 1998 : L'Objet de mon affection de Nicholas Hytners : Melissa Marx
- 1999 : Un automne à New York de Joan Chen : Shannon
- 2000 : Mon Beau-père et moi de Jay Roach : l'hôtesse de l'air
- 2002 : Laurier blanc de Peter Kosminsky : Susan Valeris
- 2003 : Gods and General de Ron Maxwell : Ana Morrison Jackson
- 2004 : Mon Beau-père, mes parents et moi de Jay Roach : l'hôtesse de l'air
- 2005 : Confessions of an Action Stars de Brad Martin : Beth
- 2005 : 29th & Gay de Carrie Preston : HIV Nurse
- 2005 : Bam Bam and Celeste de Lorene Machado : Angela
- 2005 : Seagull de Louis Nader : Kali
- 2006 : Falling for Grace de Fay Ann Lee : Carla
- 2006 : Ira & Abby  de Robert Cary : Tracy
- 2007 : Secrets de jeunesse de Micheal Connell : Samantha
- 2007 : Ripple Effect de Philippe Caland : Alex
- 2008 : Le Fantôme de mon ex-fiancée de Jeff Lowell : Angel
- 2008 : Ready?OK! de James Vasquez : Halle Hinton
- 2009 : TiMER de Jac Schaeffer : Patty
- 2009 : Stolen de Anders Anderson : Coral
- 2010 : Buried de Rodrigo Cortés : 911 Operator
- 2012 : Black Briefs de 7 réalisateurs : Kali (segment "Video Night")
- 2012 : Kidnapping de Gabbe Torres : 911 Operator
- 2014 : Space Station 76 de Jack Plotnick : Donna
- 2014 : Vertige de Erik Van Looy : Mimi Landry

### Télévision

#### Téléfilm
- 1998 : The Love Letter de Dan Curtis : Flossy Whitcomb
- 2001 : When Billie Beat Bobby de Jane Anderson : Connie
- 2005 : Une famille pour Charlie de David S. Cass Sr. : Stacy
- 2012 : Un Amour de chien de Harvey Frost : Gail

#### Série télévisée
- 1997 : Liberty! The American Revolution : Eliza Wilkinson (mini-série, 3 épisodes)
- 2000-2002 : Buffy contre les vampires : Cecily Adams/Halfrek (rôle récurrent saison, 7 épisodes)
- 2001 : The Weber Show : Sophie (saison 1, épisode 14)
- 2001 : Becker : Kayla (saison 4, épisode 1)
- 2002 : Associées pour la loi : Kelly Gilbert (saison 3, épisode 21)
- 2002 : Le Justicier de l'ombre : Joyce (saison 1, épisode 10)
- 2003 : Preuve à l'appui : Felix Tate (saison 2, épisode 20)
- 2003 : Will et Grace : Stephanie (saison 6, épisode 9)
- 2005 : FBI : Portés disparus : Liz Murray (saison 3, épisode 15)
- 2006 : Teachers. : Emma Wiggins (rôle principal, 6 épisodes)
- 2006-2007 - 2024 : Grey's Anatomy : Dr Sydney Heron (rôle récurrent, 11 épisodes)
- 2006 : Standoff : Les Négociateurs : Leanne Benson (saison 1, épisode 4)
- 2006 : Bones : Jackie Swanson (saison 2, épisode 7)
- 2007 : New York, unité spéciale : Cindy Marino (saison 8, épisode 15)
- 2007 : Boston Justice : Allison Lovejoy (saison 3, épisode 23)
- 2008 : Notes from the Underbelly : Paige Bartlett (saison 2, épisode 5)
- 2009 : Monk : Maria Scheter (saison 7, épisode 16)
- 2009 : Sherri : Summer (rôle principal, 13 épisodes)
- 2010 : $#it! My Dad Says : Roberta (saison 1, épisode 10)
- 2011 : Drop Dead Diva : Dr Audrey Foley (saison 3, épisode 9)
- 2011 : The Exes : Deanna (saison 1, épisode 5)
- 2012 : Modern Family : l'organisatrice (saison 3, épisode 17)
- 2012 : Les Experts : Ms Fowler (saison 12, épisode 20)
- 2013-2017 : Liv et Maddie : Karen Rooney (rôle principal, 80 épisodes)
- 2013 : See Dad Run : Mrs McCaffrey (saison 1, épisode 17)
- 2016 : Harvey Girls Forever : Marie Curie (saison 2, épisode 2)
- 2016-2020 : Papa a un plan : Marcy Lewis (principal saison 3-4, récurrente saison 1-2, 50 épisodes)

## Voix française
Brigitte Aubry est la voix française régulière de Kali Rocha.
En France et en Belgique
- Brigitte Aubry dans :
  - Grey's Anatomy
  - New York, Unité spéciale
  - Secrets de jeunesse
  - Le Fantôme de mon ex fiancée
  - Modern Family
  - Un amour de chien
  - Space Station 76

- Ethel Houbiers dans :
  - Buried
  - Drop Dead Diva

- et aussi :
  - Guylaine Gibert dans Liv et Maddie
  - Cathy Diraison dans Papa a un plan